# Fruchtsaft- und Erfrischungsgetränke- und Teeverordnung
Die Fruchtsaft- und Erfrischungsgetränke- und Teeverordnung (FrSaftErfrischGetrTeeV), bis 29. Mai 2020 Fruchtsaft- und Erfrischungsgetränkeverordnung (FrSaftErfrischGetrV), ist in Deutschland eine Rechtsvorschrift zu verschiedenen Fruchtsafterzeugnissen, koffeinhaltigen Erfrischungsgetränken und nun auch Früchte- und Kräutertees. Mit ihr wird die Richtlinie 2001/112/EG des Rates vom 20. Dezember 2001 über Fruchtsäfte und bestimmte gleichartige Erzeugnisse für die menschliche Ernährung in deutsches Recht umgesetzt.
In Abschnitt 2 der Verordnung werden Zutaten und Herstellungsanforderungen (§ 2) sowie die Kennzeichnung (§ 3) von Fruchtsaft, einigen ähnlichen Erzeugnissen und Fruchtnektar geregelt. 
Abschnitt 3 regelt Begriffsbestimmungen (§ 4), besondere Anforderungen an Herstellung und Inverkehrbringen (§ 5) sowie die Kennzeichnung koffeinhaltiger Erfrischungsgetränke (§ 6) einschließlich ihrer Untergruppe der Energydrinks. 
Abschnitt 5 bestimmt Verkehrsverbote (§ 7) sowie Straftaten und Ordnungswidrigkeiten (§ 8) nach dem LFGB.
Seit der 4. Verordnung zu ihrer Änderung vom 18. Mai 2020 regelt sie auch Kräuter- und Früchtetees für Menschen bis ins Kleinkindalter. Unter Strafandrohung verbietet sie ab 28. November 2020, solche Getränke mit zugesetztem Zucker, Sirup, Honig, Malz, Fruchtsaft u. ä. in Verkehr zu bringen; danach dürfen nur noch vorher hergestellte Restbestände vermarktet werden.